# 見玉不動尊
見玉不動尊（みだまふどうそん）は、新潟県津南町にある天台宗の寺院。眼病にご利益があるとされている。

## 概要
文治元年(1185年）の壇ノ浦の戦いで、平家が滅びた翌文治二年（1186年）、平清盛の家臣・宮本清左ェ門がお告げによって平家の守護神である不動明王（天平5年（733年）、行基菩薩作）を奉持して見玉の地に安置して本尊とし、自ら初代住職となり正宝院として開山した。本山は比叡山延暦寺で、眼病にご利益があるとされるお寺として知られている。山号は金玉山、見玉山と2つある。
仁王像2体がある山門をくぐり、70段の石畳階段を登った場所にある本堂に安置された「五大明王」（中央守護神：不動明王、北方守護神：金剛夜叉明王、南方守護神：軍荼利明王、東方守護神：降三世明王、西方守護神：大威徳明王(騎牛像))が特徴的である。
比叡山焼き討ち（1571年）の際に持ち出されて焼失を免れた「五大明王」のうち、蛇が絡む「西方守護神　大威徳明王」と水牛に乗る「南方守護神　軍茶利明王」の2体が、平成24年(2012年）11月より安置された。
境内には清流が流れ、7段の滝を形成している。

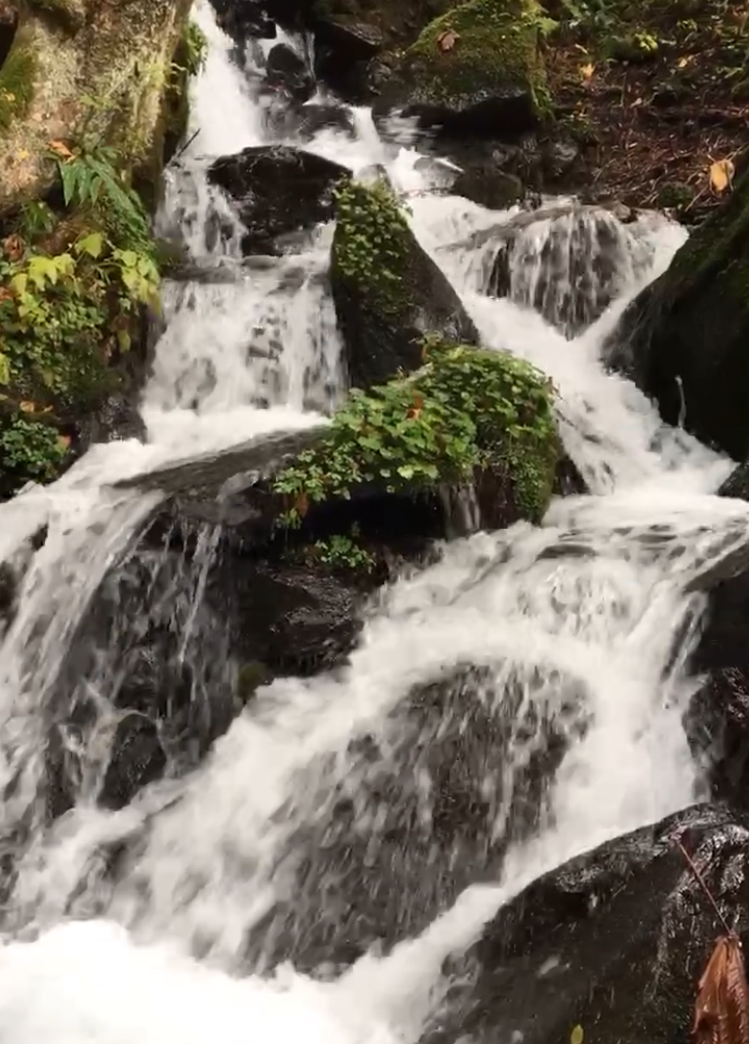
見玉不動尊境内の滝

所蔵する不動三尊像（九頭龍権現）は室町時代の作で、戸隠山無動寺から飯山徳法院に勧請されたものと伝わり、飯山徳法院の廃寺後に見玉不動尊に移された。

## 交通

### 公共交通・タクシー

津南町バス路線図。赤色の路線が見玉行。

- 津南中心部から南越後観光バス・見玉行利用（所要約20分）、終点「見玉」（NA26）下車。
  - 津南中心部まではJR飯山線津南駅から徒歩15分、または越後湯沢駅や十日町駅から南越後観光バス利用（図を参照）。

### 車
- 駐車場あり。